# Södra Grytsjön
Södra Grytsjön är en sjö i Olofströms kommun i Blekinge, Osby kommun i Skåne och Älmhults kommun i Småland, och ingår i Skräbeåns huvudavrinningsområde. Sjön utgör den gemensamma gränsen mellan de tre landskapen. Sjön har en area på 0,617 kvadratkilometer och ligger 157 meter över havet. Sjön avvattnas av vattendraget Grytån. Vid provfiske har bland annat abborre, björkna, braxen och gädda fångats i sjön.

## Delavrinningsområde
Södra Grytsjön ingår i det delavrinningsområde (625913-142014) som SMHI kallar för Utloppet av Södra Grytsjön. Medelhöjden är 169 meter över havet och ytan är 14,47 kvadratkilometer. Det finns inga avrinningsområden uppströms utan avrinningsområdet är högsta punkten. Grytån som avvattnar avrinningsområdet har biflödesordning 3, vilket innebär att vattnet flödar genom totalt 3 vattendrag innan det når havet efter 56 kilometer. Avrinningsområdet består mestadels av skog (67 %) och öppen mark (14 %). Avrinningsområdet har 1,2 kvadratkilometer vattenytor vilket ger det en sjöprocent på 8,3 %.

## Fisk
Vid provfiske har följande fisk fångats i sjön:
- Abborre
- Björkna
- Braxen
- Gädda
- Gös
- Mört
- Sutare